# What About Today?
| Recensione | Giudizio |
| ---------- | -------- |
| AllMusic   |          |

What About Today? è l'undicesimo album in studio della cantante statunitense Barbra Streisand, pubblicato nel 1969 dalla Columbia Records.

## Tracce
Lato A
1. What About Today? – 2:57 (Shire)
2. Ask Yourself Why – 3:03 (A. Bergman, M. Bergman, Legrand)
3. Honey Pie – 2:39 (Lennon, McCartney)
4. Punky's Dilemma – 3:29 (Simon)
5. Until It's Time for You to Go – 2:55 (Sainte-Marie)

Lato B
1. That's a Fine Kind O' Freedom – 3:02 (Arlen, Charnin)
2. Little Tin Soldier – 3:53 (Webb)
3. With a Little Help from My Friends – 2:40 (Lennon, McCartney)
4. Alfie – 3:20 (Bacharach, David)
5. The Morning After – 2:40 (Maltby, Shire)
6. Goodnight – 3:44 (Lennon, McCartney)

## Classifiche
| Classifica (1969) | Posizione massima |
| ----------------- | ----------------- |
| Canada            | 26                |
| Stati Uniti       | 31                |